# Chiesa cristiana pentecostale italiana
La Chiesa cristiana pentecostale italiana è un'associazione di chiese cristiane evangeliche pentecostali.

## CCPI (Chiesa Cristiana Pentecostale Italiana)
L'associazione, nata il 19 settembre 1997, comprende 42 chiese ed ha sede a Napoli. Le principali comunità fondatrici sono quella di Gela e quella di Cicciano
La CCPI è stata una delle promotrici della Federazione delle Chiese pentecostali, di cui fa attualmente parte.

## Storia generale
Alla fine dell’Ottocento l’Italia fu interessata da una grossa ondata di emigrazione che coinvolse anche molti evangelici i quali si trasferirono spesso in gruppi all’estero, soprattutto negli Stati Uniti, e la figura di Durham risulta determinante anche per l’origine del movimento pentecostale italiano; infatti, la sua presenza e la sua opera a Chicago lo collegano direttamente con i ‘pionieri’ del pentecostalesimo italiano. Un primo viaggio da parte dei pionieri pentecostali verso l’Italia risale verso il 1908. Come e quando questo sia avvenuto non è molto chiaro, dal momento che tutti i riferimenti storici a nostra disposizione sono legati alla memoria orale e non sono supportati da documenti significativi, ad eccezione dei ricordi autobiografici dei protagonisti. Successivamente con l’incarico della Chiesa di Chicago fu mandato Giacomo Lombardi. Da quel momento in poi il pentecostalesimo si è sviluppato sempre di più, raggiungendo a volte con grande sofferenza e persecuzione varie parti d’Italia. Nel dopoguerra si avranno indicativamente almeno sei componenti: la più numerosa era raggruppata nelle ADI; seguivano le Congregazioni Cristiane Pentecostali raggruppate soprattutto nella Sicilia sud-orientale, le comunità ‘zaccardiane’, quelle della Valle del Sele (in Campania), le comunità indipendenti ed isolate di ispirazione congregazionalista e la Chiesa Apostolica. Oggi la conformazione pentecostale è ben diversa da quelle delle origini per diversi fattori, non solo per le influenze di oltre frontiera, ma in modo particolare per la presenza di gruppi etnici presenti nel nostro paese.

## Situazione generale carismatica in Italia
Oggi, le diverse comunità di estrazione carismatica sono individuabili e classificabili a secondo le aree di appartenenza:
Il pentecostalesimo classico legato alle origini; da esso scaturirono reti di collegamento che poi si trasformarono in grandi denominazioni: le Assemblee di Dio, la Chiesa Apostolica, la Chiesa di Dio e altre.
Il neopentecostalesimo, detto anche movimento carismatico, nasce negli anni Sessanta del Novecento registrando esperienze pentecostali e carismatiche nella chiesa episcopale americana, nella chiesa luterana e in alcune frange della chiesa cattolica degli USA. Inoltre negli anni Cinquanta molte persone non facilmente etichettabili sul piano confessionale e denominazionale erano entrati in contatto con predicatori indipendenti itineranti che insistevano molto sul carisma della guarigione e della profezia. Alcuni di questi, molto famosi, quali Kathrin Kulmann, William Branham, Oral Roberts, Tony Osborne.
Il movimento della ‘lotta spirituale’ (spiritual warfare), un grande movimento che insiste sui miracoli e sulla lotta contro il diavolo e influisce anche su alcuni fenomeni particolarmente controversi.
Il quarto ambito ha avuto come inizio l’esperienza della Vineyard Cristian Fellowship, questa rappresenta una nuova forma di pentecostalesimo, infatti ci furono fenomeni considerati carismatici particolari, come una sorta di ‘ruggito’ collettivo e soprattutto la holy laughter (‘santa risata’) e lo slain in the Spirit (‘riposo o cadere nello Spirito’).

## Nascita e sviluppo della CCPI
La CCPI è una denominazione pentecostale italiana e come tale inserisce la propria storia e la propria esperienza nel grande alveo del movimento pentecostale. L’idea originaria di dar vita alla CCPI nacque da una condivisione di alcune chiese che venivano da una lunga esperienza di indipendenza congregazionalista, ma erano alla ricerca di una forma di congregazionalismo che non sfociasse nell’indipendentismo astratto e improduttivo. Il principio sul quale si rifletté a lungo fu: autonomia sì, ma non isolamento. Su queste basi cominciò una progressiva condivisione con altre chiese con le quali si intrattenevano buoni rapporti e collaborazione operativa; così nel 1997 ci fu la costituzione dell’Associazione che vide al nastro di partenza solo 5 chiese. Nei quattro anni successivi attraverso una serie di incontri e di colloqui con altre chiese le adesioni crebbero al punto che nel 2001 si decise di formalizzare l’Associazione con atto pubblico; le chiese firmatarie dell’atto costitutivo ufficiale erano 26. Nel giro di 10 anni raddoppiarono di numero. L’incremento avrebbe potuto esser anche più significativo, ma una delle caratteristiche della CCPI è stata di essere prudente nell’accettare nuovi ingressi e, comunque, di non andare in cerca di adesioni; le adesioni in realtà sono quasi tutte avvenute con il ‘passa parola’. La maggior parte delle chiese che aderiscono alla CCPI non vengono da precedenti esperienze di rapporti organizzativi; alcune sono di antica storia rispetto al movimento pentecostale vantando diversi decenni di vita. Altre sono di più recente costituzione. Attualmente la popolazione delle chiese membro è di diverse migliaia di credenti, con locali aperti al pubblico e pastori con riconoscimento giuridico.

## Orientamento teologico
La CCPI, si colloca per storia e orientamento teologico nel filone delle chiese pentecostali classiche; sulla base di un convinto congregazionalismo al centro del quale primeggia l’autonomia della chiesa locale e cerca di sviluppare un cammino condiviso puntando sull’applicazione del principio di sussidiarietà. Vale a dire collaborazione e comunione su progetti che le chiese locali non possono perseguire da sole; in tal modo si cerca di non sconfinare nell’indipendentismo. Questo modello, tuttavia, ha consentito l’incontro tra chiese che attuano modelli ecclesiastici diversi tra di loro puntando sul principio del reciproco rispetto che mette al riparo dalle ingerenze. Dall’incontro delle diverse esperienze da cui provengono le chiese locali ne può scaturire, come di fatto accade, un arricchimento generale che vede nella pluralità delle posizioni un’opportunità di crescita e non un cedimento al relativismo. Per dare a questi principi una solida base di riflessione e di garanzia istituzionale la CCPI ha posto a fondamento della propria concezione ecclesiologica una piattaforma su cui si regge il suo ordinamento.

## Coinvolgimento in progetti nazionali
Nel corso di due decenni la CCPI si è coinvolta in tutte le maggiori iniziative del mondo pentecostale italiano come la Federazione delle Chiese Pentecostali e in particolare ha partecipato al progetto che ha dato vita alla Facoltà pentecostale di Scienze religiose. Nel 2012 La CCPI ha aderito al progetto della Consulta Evangelica nata circa venti anni prima come iniziativa di un gruppo di chiese campane per il raggiungimento del riconoscimento giuridico; considerata la vicinanza storica, dottrinale e organizzativa delle chiese che aderivano alla Consulta, la CCPI rinuncia a perseguire autonomamente il riconoscimento giuridico e si associa a questa rete dando ancora una volta prova di condivisione e di visione per una comune testimonianza. Attualmente dal punto di vista numerico essa è l’organizzazione più consistente della Consulta che, nel frattempo, si è organizzata come una vera e propria federazione e come tale sta cercando di stipulare l’intesa.

## Caratteristiche teologiche
Le caratteristiche di organizzazione congregazionalista basata su principi di autonomia permettono la convivenza di chiese che hanno marcate diversità tra di loro; sostanzialmente si può dire che la CCPI è un’organizzazione pentecostale classica in quanto a posizione teologica, ma piuttosto dinamica in quanto a modelli ecclesiali per la convivenza al proprio interno di diverse esperienze. Il documento che costituisce la piattaforma sulla quale è poggiato il suo ordinamento è la base ecclesiologica, si tratta di una sorta di dichiarazione di principi fondamentali che si rispecchiano perfino nel nome dell’Associazione. Il nome scelto CCPI, esprime un progetto che postula come traguardo possibile il trovare un punto di equilibrio fra le due dimensioni della Chiesa (quella locale e quella sovralocale) come “comunione” che, in quanto condivisione, esprime una ricerca in cammino più che un dato acquisito. In tale ottica si intende anche esprimere la consapevolezza che l’universalità della Chiesa postula anche l’unità, ma quest’ultima non è da intendersi mai come uniformità; ciò implica che gli aspetti organizzativi di collegamento sono un momento dell’unità, ma non il solo.
Pertanto l’Associazione nel costituirsi come Chiesa intende essere comunità di chiese con-vocata nel tempo e nello spazio, organismo dalla connotazione visibile e dal compito intra-mondano; come Chiesa cristiana intende sé stessa come comunità di chiese professanti la fede nell’unico Salvatore e Signore Gesù Cristo; come Chiesa cristiana pentecostale intende sottolineare il patrimonio comune di esperienze e spiritualità proprie del pentecostalesimo indicando, così, una chiara identità all’interno del mondo evangelico; come Chiesa cristiana pentecostale italiana intende affermare la specificità italiana dell’esperienza pentecostale sia in ragione della storia passata, sia nella speranza della storia futura. Ciò nella convinzione del fatto che la chiesa non può vivere fuori dal contesto in cui è inserita, pena la credibilità della sua testimonianza; pertanto intende sottolineare l’autonomia della propria azione e della propria autocomprensione rispetto ad analoghe e/o omologhe associazioni estere.
Tutte le chiese associate sulla base delle loro esperienze esprimono il convincimento della più completa autonomia, autonomia, però, che non significa isolamento; perciò le chiese si riconoscono parte e partecipi della “chiesa universale” accordando questo riconoscimento a quanti fanno delle Scritture bibliche il loro unico punto di riferimento. Esse sono aperte e disponibili all’incontro con altre comunità che sul medesimo fondamento di Gesù Cristo e della Sua Parola, vivono esperienze diverse; perciò affermano che l’unità dei credenti non va ricercata in un’uniformità esteriore o in rigidi schemi umani, ma manifestata nell’ubbidienza della parola di Dio. La comunione delle chiese della CCPI trova nei Convegni Generali la più alta istanza di collegamento; in essi le chiese sono rappresentate pariteticamente. Il Convegno Generale è il solo momento in cui si possono discutere situazioni interecclesiali e interne alle chiese se le stesse ne fanno esplicita richiesta. Le chiese che in sede di Convegno hanno manifestato dissenso non sono obbligate a conformarsi alle decisioni della maggioranza nel pieno rispetto dell’ecclesiologia congregazionalista; tuttavia esse debbono attenersi alle decisioni che il Convegno assumerà per tutto quanto concerne i rapporti con lo Stato nei confronti dei quali l’adesione alla CCPI è vincolante. Le chiese associate riconoscono la validità dei ministeri, riconoscono l’attualità dei carismi (detti anche “doni spirituali”) e pertanto il loro esercizio è vincolato alle indicazioni delle Scritture. Il fatto che i carismi possano sorgere ed esprimersi con spontaneità non giustifica forme di emotività superficiale e disordinata e richiede la corretta e permanente attenzione sia sul piano formativo che informativo. Tra le varie espressioni ministeriali/diaconali non esiste alcun rapporto gerarchico essendo tutte suscitate dal medesimo Spirito e perciò complementari. Allo stesso modo l’esercizio del ministero non costituisce uno “status” diverso da quello proprio del sacerdozio universale dei credenti; non costituisce, cioè, una classe di persone che si distingua dagli altri credenti in virtù del suo servizio. Esso non si manifesta come titolo di distinzione, ma come strumento per stimolare la riflessione biblica e teologica attraverso la predicazione e l’insegnamento della Parola di Dio per l’edificazione delle chiese. La diversità con la quale il ministero viene esercitato non è da intendersi come divergenza, ma come varietà di modo in vista dell’unico fine e perciò come ricchezza.
La Chiesa cristiana pentecostale italiana promuove e incoraggia forme di comunione che sanciscano legami con le altre chiese pentecostali, nutre rispetto e cordialità essendo disponibile alla comune progettazione in ambiti fraterni, fermo restando la propria specificità.